# Dipalpur
Dipalpur és una vila del Pakistan al districte d'Okara, província del Panjab, a 25 km d'Okara, a la riba del riu Beas. La seva població el 2017 era de 87.176 habitants. Apareix com a Dibalpur, Dobalpur i Depalpur. Sota domini britànic fou capital d'un tahsil del districte de Montgomery.

## Història
S'han trobat monedes dels reis escites i el general Cunningham pensa que podria ser la ciutat esmentada per Ptolemeu com Daidala.
Fou un feu de Sher Khan (vers 1250) in amb Lahore i Samana va esdevenir una fortales de frontera que defensava Delhi contra els atacs mongols, situació que va mantenir al segle xiv i encara el XV. El 1285 Muhammad ibn Balban, fill del sultà Giyath al-Din Balban Ulugh Khan (1266-1287/1288) va morir en combat contra els mongols prop d'aquesta fortalesa i el poeta Amir Khusru fou fet presoner. Sota Ala al-Din Muhammad Shah I Khalji (1296-1316) fou el quarter general de Ghazi Malik, després sultà Tughluk Shah I (1320-1325) des de la qual va rebutjar els atacs mongols. Firuz Shah Tughluk (1351-1388) la va visitar en el seu regnat i va fer construir una mesquita fora de les muralles; un exèrcit mongol hi fou derrotat a la rodalia el 1358.
El 1398 fou conquerida per Tamerlà que hi va nomenar governador, però un atac sobtat de la població va massacrar a la guarnició i el governador va fugir a Bhatner. Jasrath el cap dels khokhars, la va assetjar el 1423, i el mongol Shaikh Ali la va atacar sense èxit el 1431 sent rebutjat pel malik-ush-shark Imad al--Mulk.
El 1524 fou atacada per Baber i conquerida poc després. Sota Akbar el Gran fou capital d'un dels sarkars de la suba de Multan i encara ere centre administratiu sota Aurangzeb. El 1758 fou ocupada pels marathes però abandonada al cap de poc i va caure en mans d'una dinastia afganesa de guerrers que la van dominar tres generacions fins al 1807 quan el darrer governant afganès fou expulsat per Ranjit Sinh. Va passar als britànics el 1849 amb la resta del Panjab.